# Saint-Symphorien-sur-Coise
Saint-Symphorien-sur-Coise ist eine französische Gemeinde mit 3.749 Einwohnern (Stand: 1. Januar 2022) im Département Rhône in der Region Auvergne-Rhône-Alpes. Saint-Symphorien-sur-Coise gehört administrativ zum Arrondissement Lyon und ist Teil des Kantons Vaugneray (bis 2015: Kanton Saint-Symphorien-sur-Coise). Die Einwohner werden Pelauds genannt.

## Geografie
Saint-Symphorien-sur-Coise liegt rund 32 Kilometer westsüdwestlich von Lyon in den Monts du Lyonnais am Coise.

### Nachbargemeinden
Umgeben wird Saint-Symphorien-sur-Coise von den Nachbargemeinden Pomeys im Westen und Norden, La Chapelle-sur-Coise im Osten und Nordosten, Coise im Süden und Südosten sowie Saint-Denis-sur-Coise im Süden und Südwesten.

## Geschichte
Bis zur Französischen Revolution hieß der Ort lediglich Saint-Symphorien-le-Château, nachfolgend einfach Chausse-Armée. Da die Burg mittlerweile geschleift war, wurde der Name auf Saint-Symphorien-sur-Coise geändert.
| Jahr                       | 1962 | 1968 | 1975 | 1982 | 1990 | 1999 | 2006 | 2012 |
| -------------------------- | ---- | ---- | ---- | ---- | ---- | ---- | ---- | ---- |
| Einwohner                  | 2960 | 3063 | 3311 | 3225 | 3211 | 3069 | 3382 | 3522 |
| Quellen: Cassini und INSEE |      |      |      |      |      |      |      |      |

## Sehenswürdigkeiten
- Stiftskapitel aus dem 15. Jahrhundert, am Platz der früheren Burg aus dem 11. Jahrhundert erbaut, seit 1920 Monument historique
- Turm der Ortsbefestigung aus dem 13. Jahrhundert
- Tor Riverie aus dem 14. Jahrhundert
- Häuser aus dem 14. Jahrhundert

|  |

## Persönlichkeiten
- Pierre Girard (um 1330–1415), Kardinal, Bischof von Lodève und Puy
- Symphorien Champier (1471–1539), Arzt
- Pierre Geay (1845–1919), Bischof von Laval
- Antoine Pinay (1891–1994), Politiker, Ministerpräsident (1952/53), verschiedene Ministerposten